# Rebreuve-sur-Canche
Rebreuve-sur-Canche is een gemeente in het Franse departement Pas-de-Calais (regio Hauts-de-France) en telt 206 inwoners (2004). De plaats maakt deel uit van het arrondissement Arras.

## Geografie
De oppervlakte van Rebreuve-sur-Canche bedraagt 8,3 km², de bevolkingsdichtheid is 24,8 inwoners per km².
De onderstaande kaart toont de ligging van Rebreuve-sur-Canche met de belangrijkste infrastructuur en aangrenzende gemeenten.

## Demografie
Onderstaande figuur toont het verloop van het inwonertal (bron: INSEE-tellingen).